# Urschenheim
Urschenheim là một xã trong tỉnh Haut-Rhin, vùng Grand Est ở đông bắc Pháp. Xã này có diện tích 6,42 km², dân số năm 1999 là 683 người. Khu vực này có độ cao 185 mét trên mực nước biển.